# Konstsim vid världsmästerskapen i simsport 2023 – Damernas fria soloprogram
Damernas fria soloprogram vid världsmästerskapen i simsport 2023 avgjordes mellan den 17 och 19 juli 2023 i Marine Messe Fukuoka i Fukuoka i Japan.
Japanska Yukiko Inui tog guld, österrikiska Vasiliki Alexandri tog silver och brittiska Kate Shortman tog brons.

## Resultat
Kvalet startade den 17 juli klockan 09:00. Finalen startade den 19 juli klockan 19:30.
Grön bakgrund betyder att konstsimmaren gick vidare till finalen
| Placering | Namn                     | Nationalitet   | Kval     | Kval      | Final            | Final            |
| Placering | Namn                     | Nationalitet   | Poäng    | Placering | Poäng            | Placering        |
| --------- | ------------------------ | -------------- | -------- | --------- | ---------------- | ---------------- |
| 1         | Yukiko Inui              | Japan          | 253,1853 | 1         | 254,6062         | 1                |
| 2         | Vasiliki Alexandri       | Österrike      | 179,2834 | 6         | 229,3251         | 2                |
| 3         | Kate Shortman            | Storbritannien | 213,8417 | 2         | 219,9542         | 3                |
| 4         | Audrey Lamothe           | Kanada         | 167,3625 | 8         | 207,4480         | 4                |
| 5         | Evangelia Platanioti     | Grekland       | 199,4834 | 3         | 205,5459         | 5                |
| 6         | Hur Yoon-seo             | Sydkorea       | 185,9500 | 4         | 186,6167         | 6                |
| 7         | Jasmine Verbena          | San Marino     | 182,3520 | 5         | 186,4918         | 7                |
| 8         | Iris Tió                 | Spanien        | 174,0208 | 7         | 178,9146         | 8                |
| 9         | Laelys Alavez            | Frankrike      | 150,4520 | 12        | 175,8146         | 9                |
| 10        | Ece Üngör                | Turkiet        | 153,9521 | 10        | 160,4291         | 10               |
| 11        | Matea Butorac            | Kroatien       | 166,7458 | 9         | 151,1520         | 11               |
| 12        | Kyra Hoevertsz           | Aruba          | 153,2980 | 11        | 136,4083         | 12               |
| 13        | Mari Alavidze            | Georgien       | 148,3376 | 13        | Gick inte vidare | Gick inte vidare |
| 14        | Sandra Freund            | Sverige        | 144,1728 | 14        | Gick inte vidare | Gick inte vidare |
| 15        | Karina Magrupova         | Kazakstan      | 137,0083 | 15        | Gick inte vidare | Gick inte vidare |
| 16        | Viktória Reichová        | Slovakien      | 135,4375 | 16        | Gick inte vidare | Gick inte vidare |
| 17        | Patrawee Chayawararak    | Thailand       | 135,0437 | 17        | Gick inte vidare | Gick inte vidare |
| 18        | Aleksandra Atanasova     | Bulgarien      | 132,9146 | 18        | Gick inte vidare | Gick inte vidare |
| 19        | Nika Seljak              | Slovenien      | 128,8188 | 19        | Gick inte vidare | Gick inte vidare |
| 20        | Ana Culic                | Malta          | 128,6814 | 20        | Gick inte vidare | Gick inte vidare |
| 21        | Susanna Pedotti          | Italien        | 122,6167 | 21        | Gick inte vidare | Gick inte vidare |
| 22        | Skye MacDonald           | Sydafrika      | 122,4375 | 22        | Gick inte vidare | Gick inte vidare |
| 23        | Marlene Bojer            | Tyskland       | 121,9084 | 23        | Gick inte vidare | Gick inte vidare |
| 24        | Karolína Klusková        | Tjeckien       | 115,0375 | 24        | Gick inte vidare | Gick inte vidare |
| 25        | Jennah Hafsi             | Marocko        | 114,3521 | 25        | Gick inte vidare | Gick inte vidare |
| 26        | Alexandra Mansaré-Traoré | Guinea         | 109,9249 | 26        | Gick inte vidare | Gick inte vidare |
| 27        | Anna Vashchenko          | Uzbekistan     | 108,4708 | 27        | Gick inte vidare | Gick inte vidare |
| 28        | Gabriela Alpajón         | Kuba           | 107,2771 | 28        | Gick inte vidare | Gick inte vidare |
| 29        | Anna Mitinian            | Costa Rica     | 96,0500  | 29        | Gick inte vidare | Gick inte vidare |